# Hőgyész
Hőgyész è un comune dell'Ungheria centro-meridionale di 3 004 abitanti (dati 2007). È situato nella contea di Tolna.